# Thera cognata
Thera cognata là một loài bướm đêm thuộc họ Geometridae. Nó được tìm thấy ở châu Âu, Tiểu Á, Kavkaz và Nam Kavkaz.

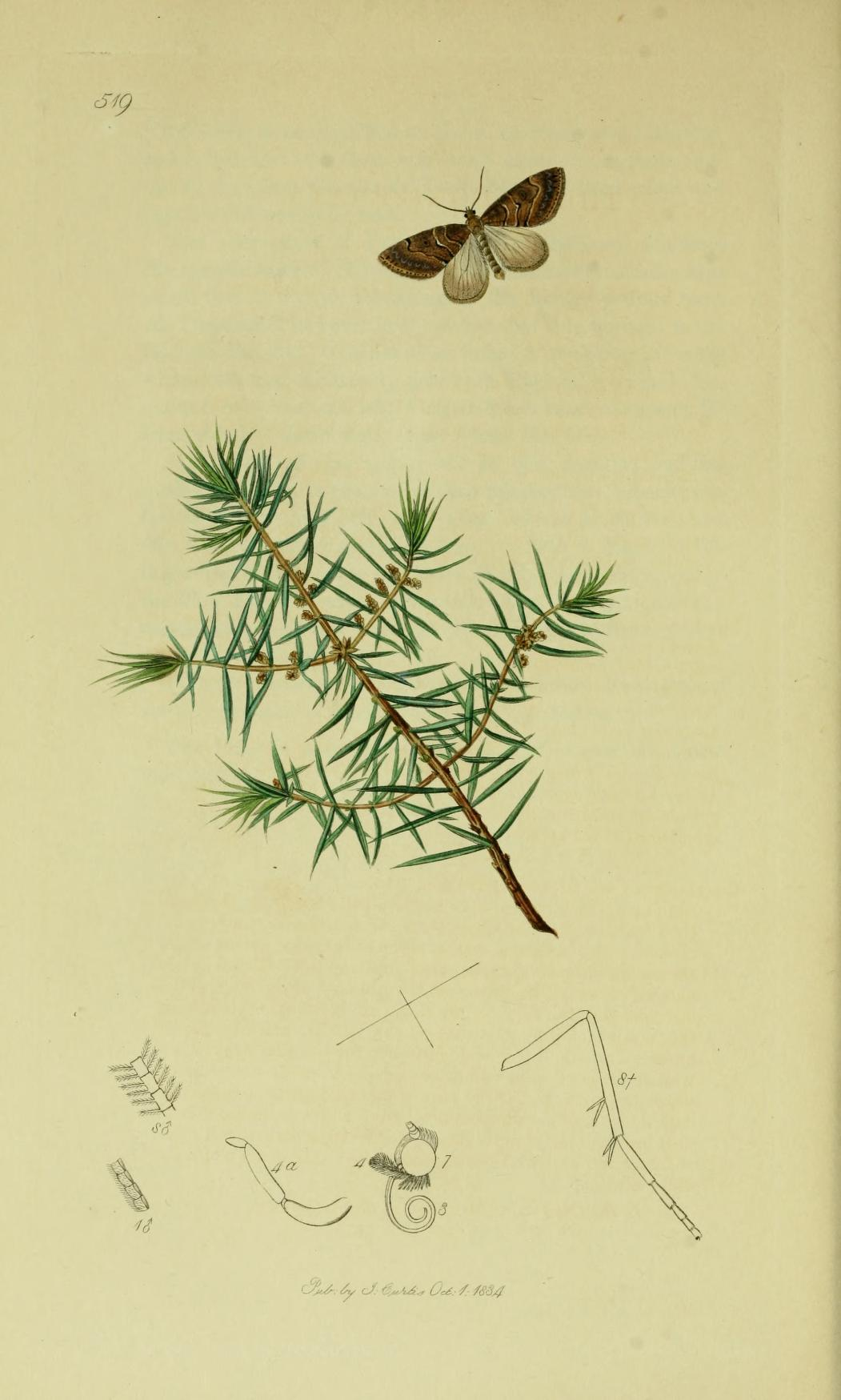
Minh họa từ John Curtis's British Entomology Volume 6

Sải cánh dài 26–30 mm. Con trưởng thành bay từ tháng 7 đến tháng 8 làm một đợt.
Ấu trùng ăn các loài Juniperus.

## Phụ loài
- Thera cognata cognata
- Thera cognata geneata (Feisthamel, 1835)

## Hình ảnh

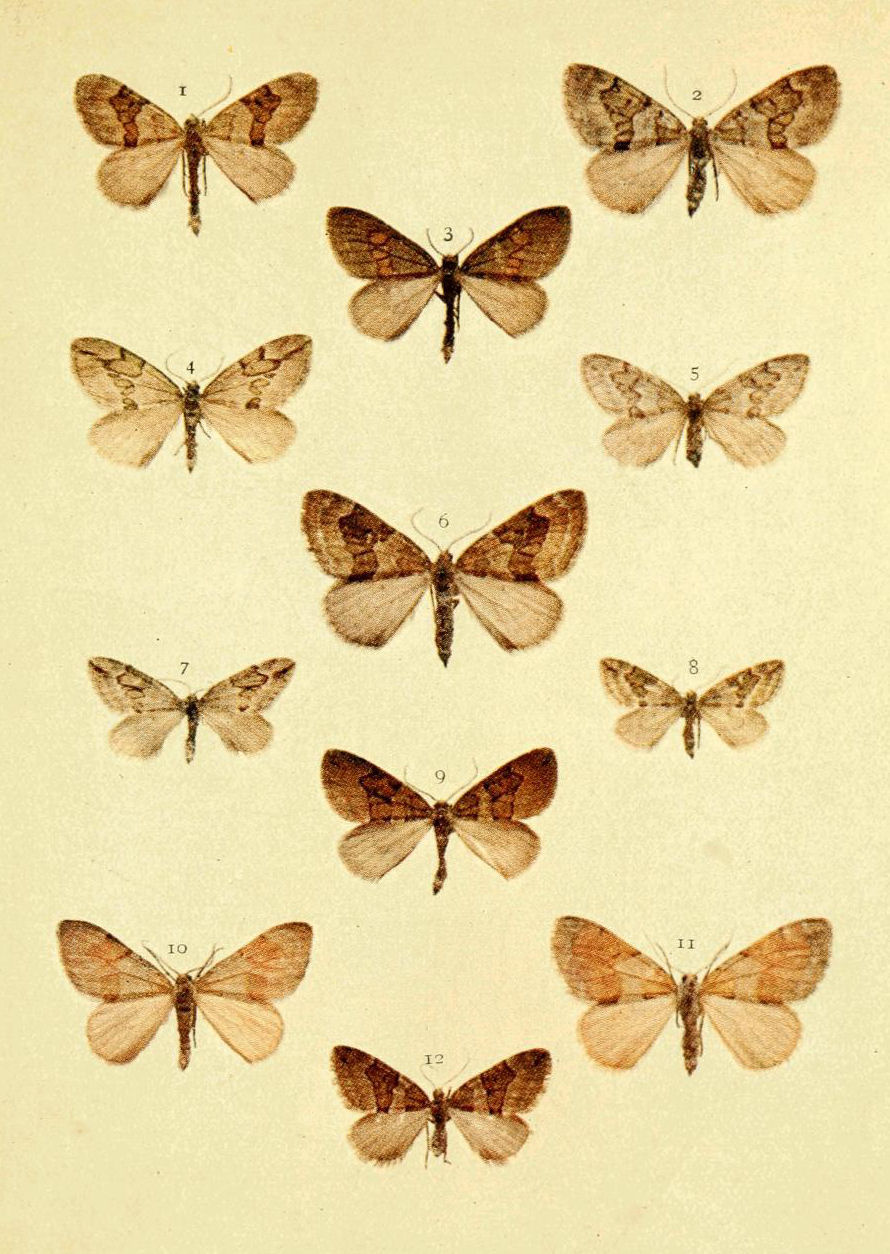